# Gougui Ehl Zemal
Gougui Ehl Zemal è uno dei sette comuni del dipartimento di Kobenni, situato nella regione di Hodh-Gharbi in Mauritania. Nel censimento della popolazione del 2000 contava 8.978 abitanti.